# ألين هاتشينسون
ألين هاتشينسون (بالإنجليزية: Allen Hutchinson) هو نحات نيوزيلندي، ولد في 8 يناير 1855 في ستافوردشاير في المملكة المتحدة، وتوفي في 28 يوليو 1929 في لندن في المملكة المتحدة.